# 芦屋基地

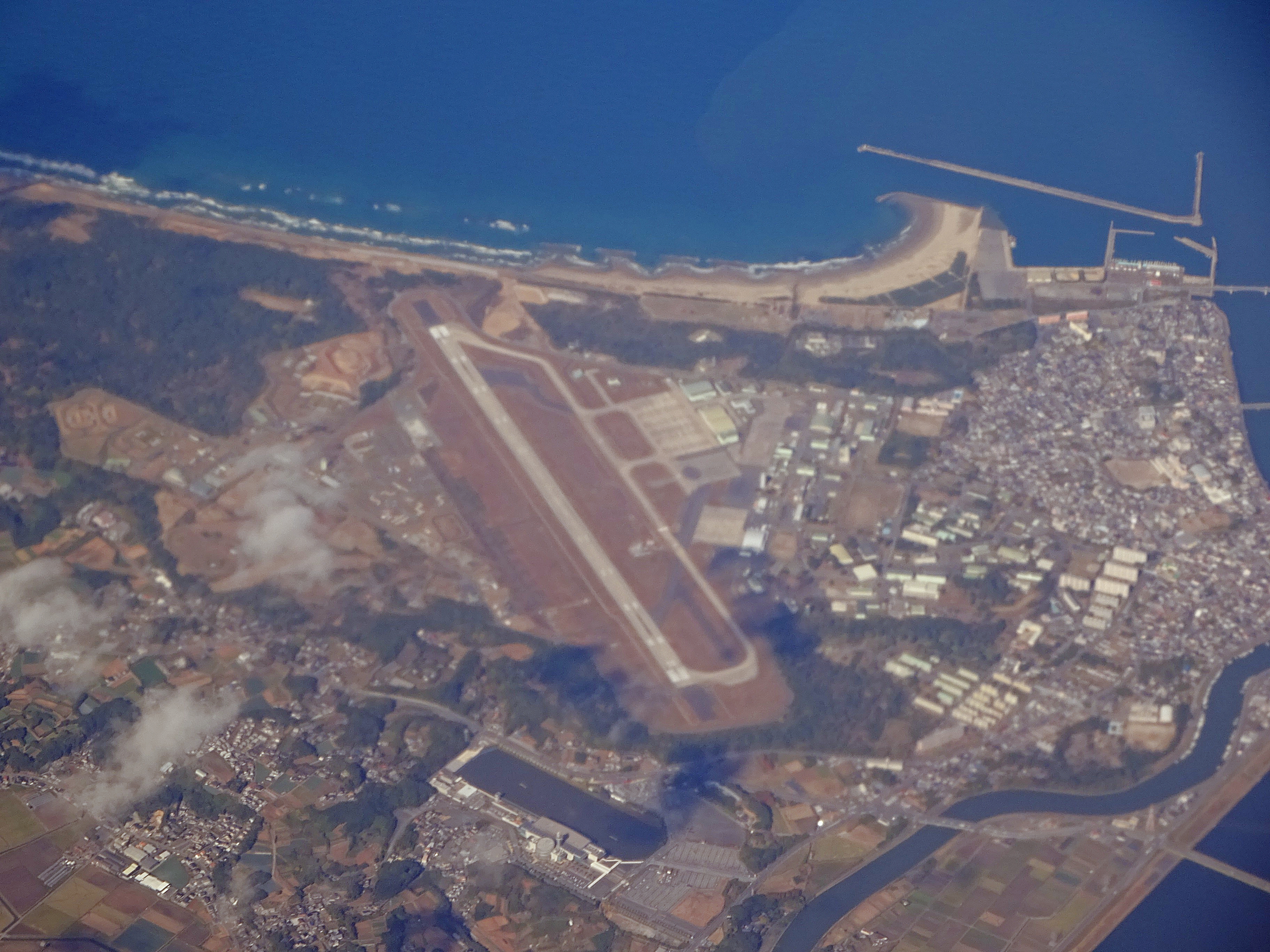
芦屋基地空撮（2021年）

芦屋基地（あしやきち、JASDF Ashiya Airbase）は、福岡県遠賀郡芦屋町芦屋及び遠賀郡岡垣町糠塚にまたがった位置に所在し、第3術科学校等が配置されている航空自衛隊の基地である。正式な住所は福岡県遠賀郡芦屋町大字芦屋1455-1。教育部隊を中心としている。遠賀川の河口に位置し、基地が芦屋町の大部分を占めている。
基地司令は、第3術科学校長が兼務。

## 沿革
- 1942年（昭和17年）12月 - 帝国陸軍航空部隊の芦屋陸軍飛行場として設置。一式戦闘機「隼」、三式戦闘機「飛燕」、五式戦闘機などが配備される。

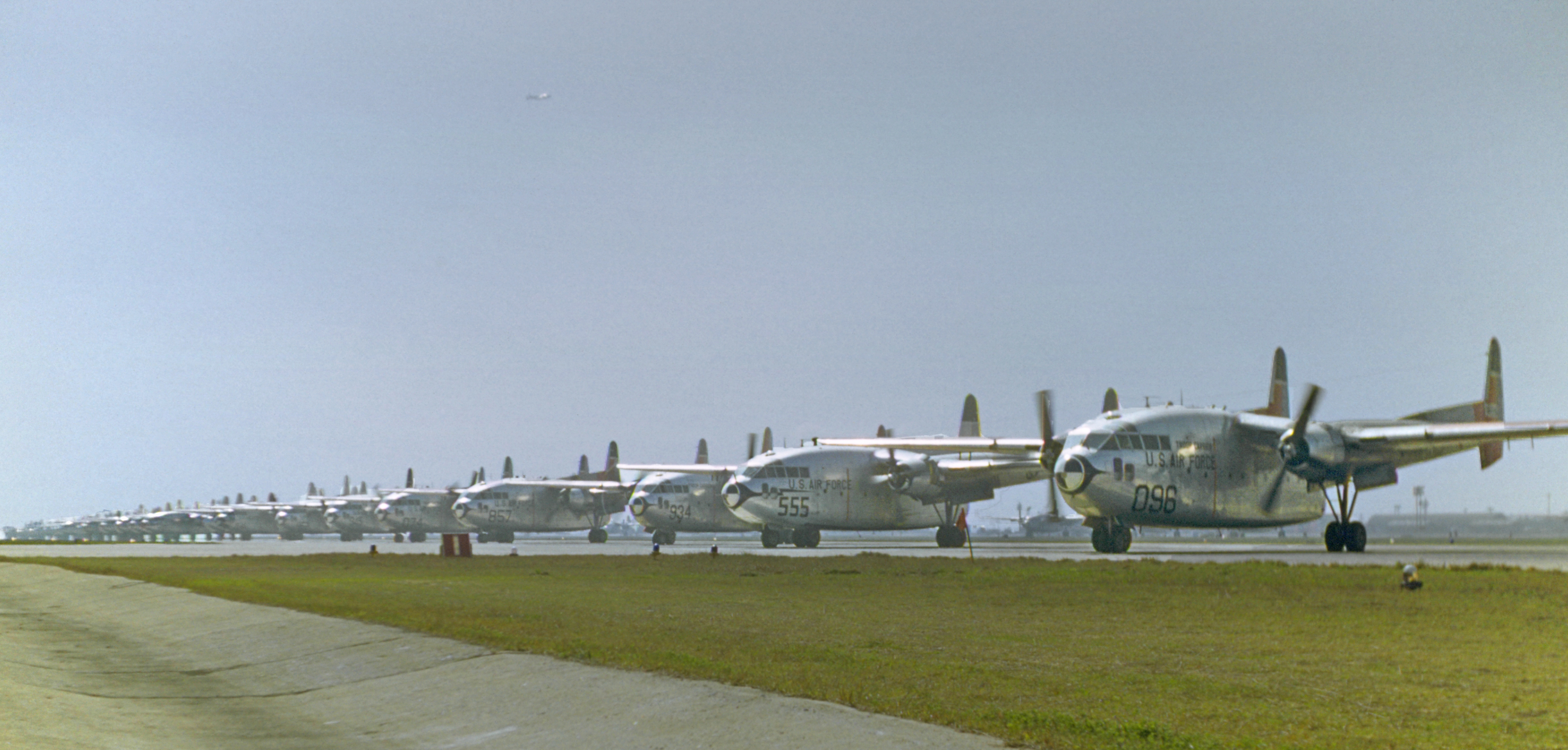
芦屋基地で撮影された米軍のC119（1955年）

- 1945年（昭和20年）10月 - 終戦によりアメリカ軍が接収。朝鮮戦争時は爆撃機や輸送機の基地として使用。
- 1947年（昭和22年）3月2日 - 国鉄芦屋線が進駐軍専用側線として開設。芦屋基地へ建築資材、燃料、ジープ、トラックなどの物資を輸送するために用いられた。
- 1960年（昭和35年）8月1日 - 臨時芦屋基地隊が編成。
- 1961年（昭和36年）
  - 2月1日 - 芦屋基地開設。西部航空施設隊、芦屋基地業務群が編成。
  - 2月24日 - 第3術科学校が岐阜基地から移転。
  - 6月1日 - 国鉄芦屋線が廃止。
  - 7月15日 - 航空救難群芦屋救難分遣隊新編。
- 1962年（昭和37年）10月20日 - 宇都宮から第13飛行教育団が移動（使用機T-1）。
- 1964年（昭和39年）12月1日 - 芦屋救難分遣隊が芦屋救難隊に改編。
- 1966年（昭和41年）2月1日 - 第2高射群（本部・春日）の新編により、第5・第6高射中隊が編成。
- 1994年（平成06年）3月31日 - 第5・第6高射隊、装備をナイキ-Jミサイルからパトリオットに更新。
- 2001年（平成13年）3月 - 第13飛行教育団、使用機をT-4に更新。
- 2009年（平成21年）10月28日 - 第5高射隊に弾道ミサイル迎撃能力をもつパトリオットPAC-3を導入（九州では初の配備）。 翌年4月には第6高射隊にも配備。
- 2022年（令和4年）9月4日 - 新型コロナウイルスの影響で2年連続で中止となっていた航空祭が3年ぶりに再開。なお、第13飛行教育団のT-4の通称が、長らく用いられてきた「レッドドルフィン」から「レッドインパルス」に変更。
- 2023年（令和5年）3月16日： 第5・第6高射隊が西部高射群隷下となる。

## 配置部隊
航空教育集団隷下
- 第3術科学校
- 第13飛行教育団（T-4）

西部航空方面隊隷下
- （西部高射群）
  - 整備補給隊
  - 第5高射隊
  - 第6高射隊
- （西部航空施設隊）
  - 本部
  - 第1作業隊

航空総隊隷下
- （航空救難団飛行群）
  - 芦屋救難隊（U-125A・UH-60J）

航空支援集団隷下
- （航空保安管制群）芦屋管制隊
- （航空気象群）芦屋気象隊

防衛大臣直轄部隊
- （航空警務隊）芦屋地方警務隊

## 航空祭
- 毎年、秋頃に行われる。時期は基地ホームページやブルーインパルスの飛行スケジュールを参照のこと。
- 遠賀川駅前から臨時バス（有料）が運行される